# 赤坂上站
赤坂上車站（日语：／ Akasakaue eki */?）是一位於日本長野縣上田市、上田電鐵別所線沿線的一個無人車站。1932年時，赤坂上伴隨上全溫泉電軌（今上田電鐵母公司上田交通的前身）青木線的通車而啟用，中田歷經幾次所屬路線與公司的變更，並曾在1951年4月時更動過車站的實際位置。
今日的赤坂上車站是個日平均利用率約百人上下的小站，站內僅設有一座側式月台一條乘車線。在過去本站曾一度有站務員的配置，但目前已撤銷人力配置以自動售票機取而代之，為了設備的保全售票機設有閘門，每天早上皆由首班車的駕駛員負責開門，並由晚上末班車的駕駛員關門上鎖。

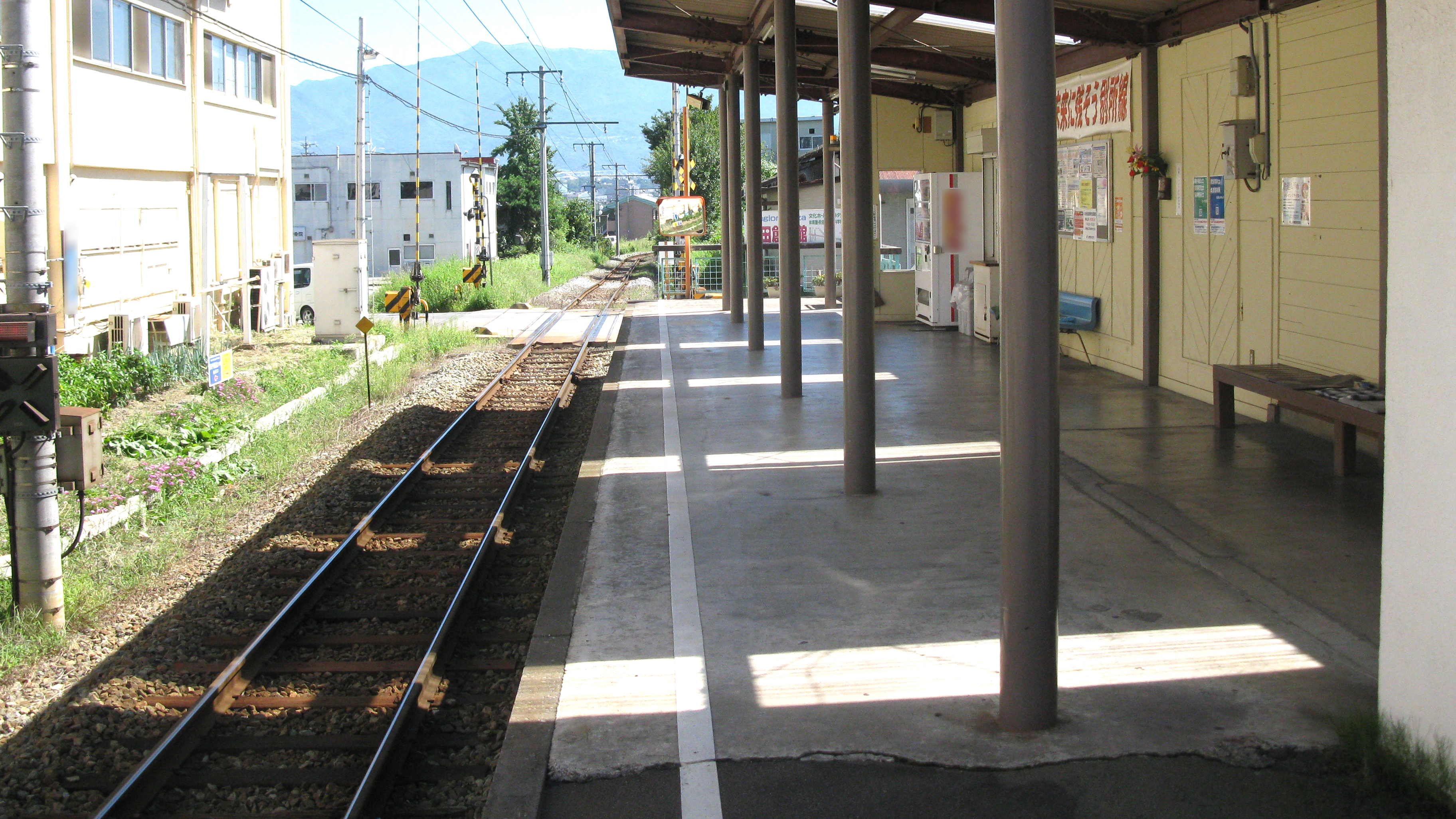
月台(2011年9月)

## 相鄰車站
上田電鐵
■別所線
三好町－赤坂上－上田原